# Skrubba (stadsdel)
Skrubba är en stadsdel inom Skarpnäcks stadsdelsområde i Söderort i sydöstra delen av Stockholms kommun. Den gränsar i norr till stadsdelen Flaten, i öster till Trollbäcken i Tyresö kommun och i väster och söder till sjön Drevviken.

## Allmänt
Stadsdelen bildades 1932, mindre ändringar i gränsdragningen genomfördes därefter. Skrubba delas av Gudöbroleden i en västra och en östra del. På den västra sidan ligger "Koloniområdet  Skrubba" som anlades 1952 och Strandkyrkogården som invigdes 1996. Öster om länsvägen finns Skrubbatriangeln, även kallad "Skrubba Energicentrum", ett industriområde som invigdes 1987. Kvarter och gator har namn efter grön energi: vindkraft, solkraft, vattenkraft.

## Skrubba gård

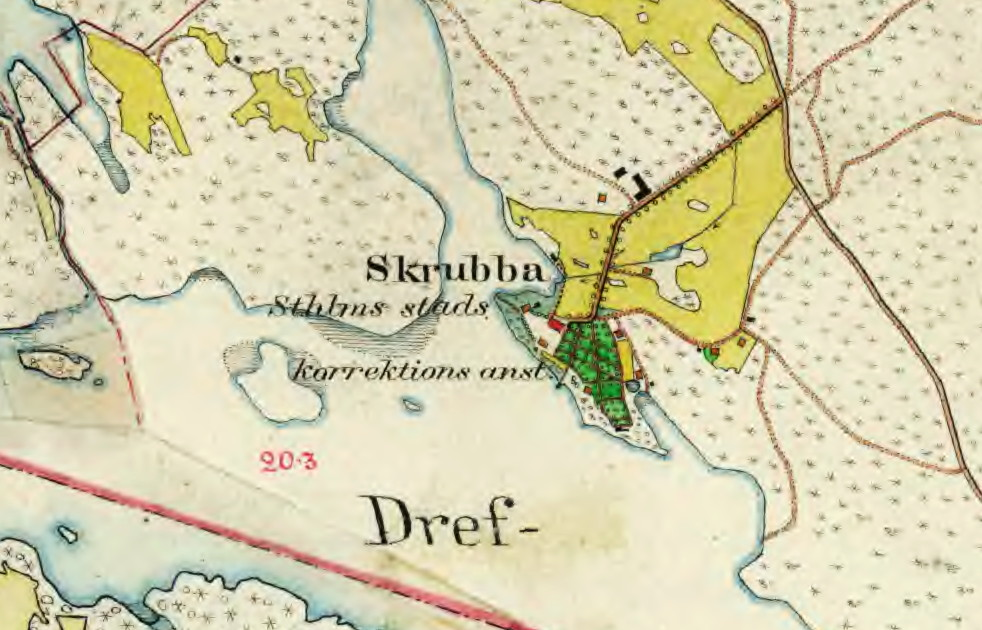
Skrubba omkring år 1900.

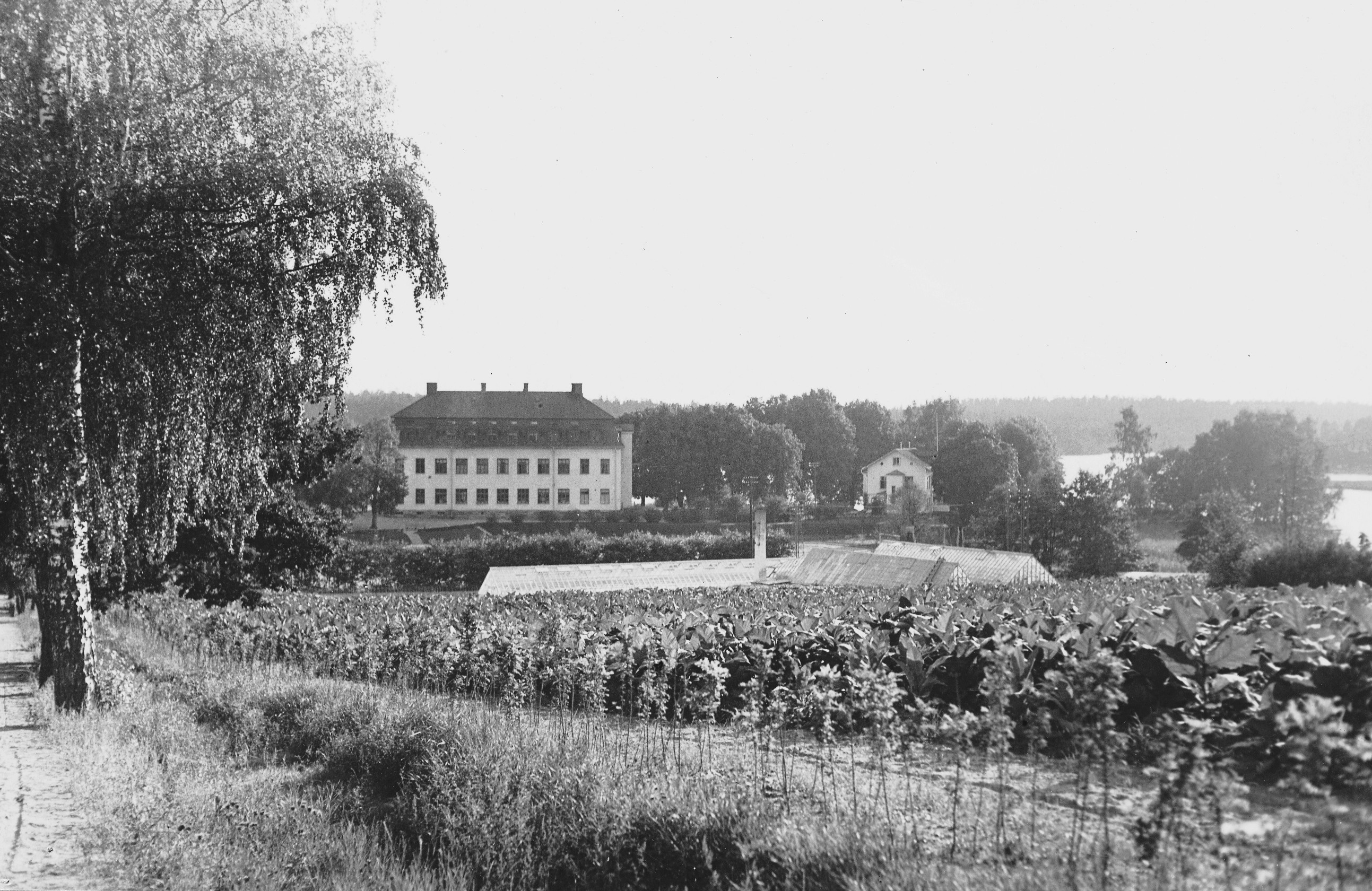
Skrubba skyddshem 1930.

Skrubba omnämns redan 1397 i samband med en markförsäljning i Östberga. Senare blev egendomen Skrubba gård säteri. Gårdens huvudbyggnad beskrevs på 1870-talet som ”välbyggd” och med ½ mantal. Mangården var av trä i två våningar och fungerade i slutet av 1800-talet mest som sommarnöje. 
Huset byggdes om och till när Stockholms stad förvärvade egendomen 1894 för att öppna här Skrubba skyddshem, på kartan kallad Stockholms stads korrektionsanstalt, för ”värnlöse och vanvårdade gossar”. På hemmet fick ett 90-tal pojkar "på glid" folkskoleundervisning som varvades med praktisk yrkesutbildning som snickeri, skrädderi, jordbruk och trädgårdsskötsel.
På 1960-talet övertogs verksamheten av Stockholms läns landsting, de flesta byggnader revs, även den gamla mangården och nya mera ändamålsenliga uppfördes istället. Verksamheten ombildades till Drevvikens ungdomshem och fortlevde fram till 1994. Kvar finns i stort sedd bara gårdens gamla ekallé och två äldre rödmålade bostadshus. De gula institutionsbyggnaderna från 1960-talet nyttjas idag av privata företag. På gårdsområdet finns även Skrubbahallen, där Tyresö Bordtennisklubb har sina lokaler.

## Demografi
Stadsdelen är i det närmaste obebyggd med bostadshus. Modern bebyggelse utgörs huvudsakligen av industriområdet i Skrubbatriangeln med ungefär 300 arbetsplatser. Den 31 december 2018 hade stadsdelen 14 bofasta invånare.

## Natur
Området är till stor del skogbevuxet och har höga naturvärden. I stadsdelens nordöstra del finns ett ej namngivet berg som når 74 meter över havet, den högsta naturliga punkten i Söderort. Stadsdelen har en strandlinje till Drevviken på 4 700 meter och till sjön Flaten på 150 meter. Vid Drevviken finns Skrubbabadet och några båtplatser. De västra delarna av Skrubba, utom Strandkyrkogården, ingår i Flatens naturreservat.

## Bilder

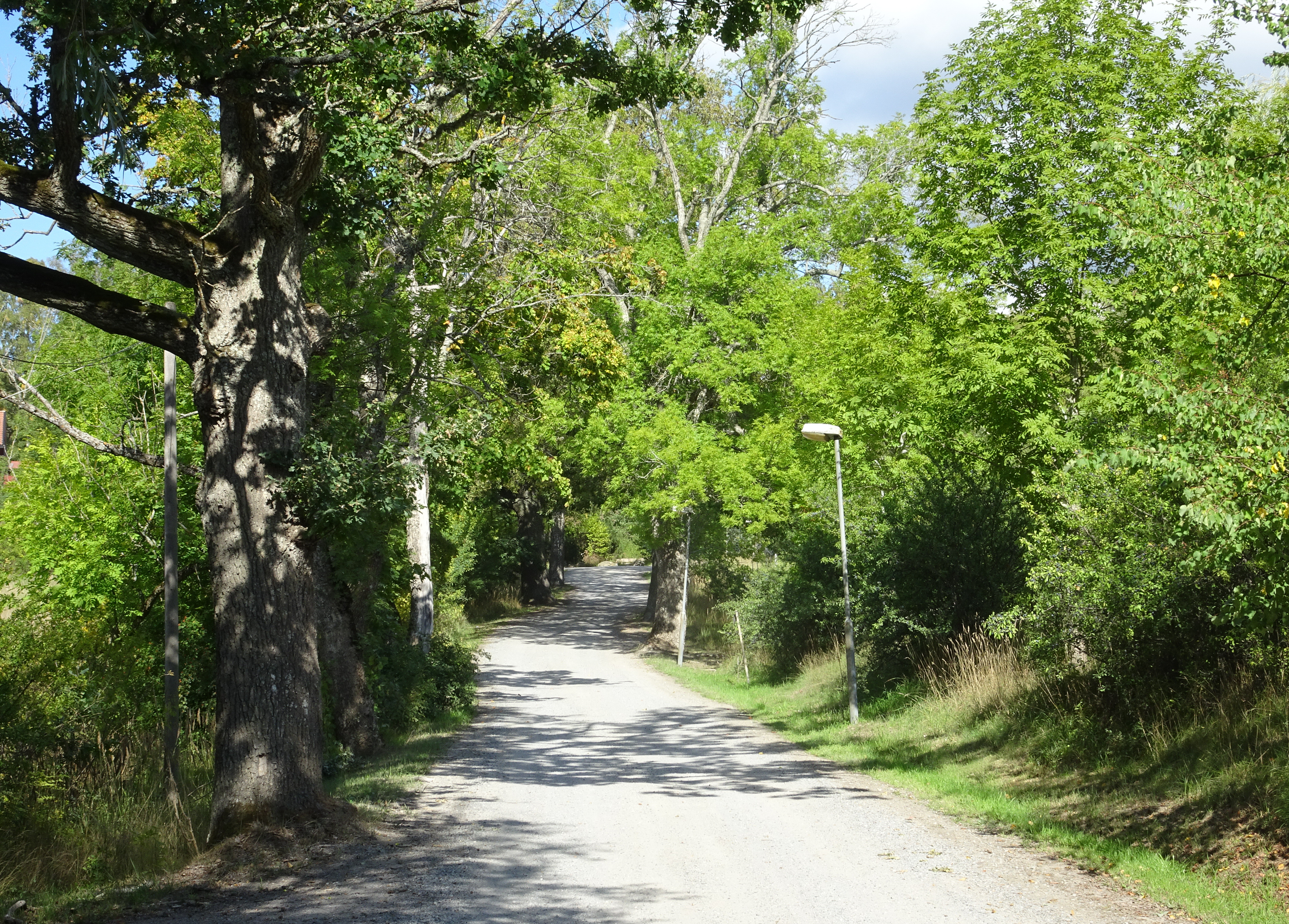
Skrubba allé.
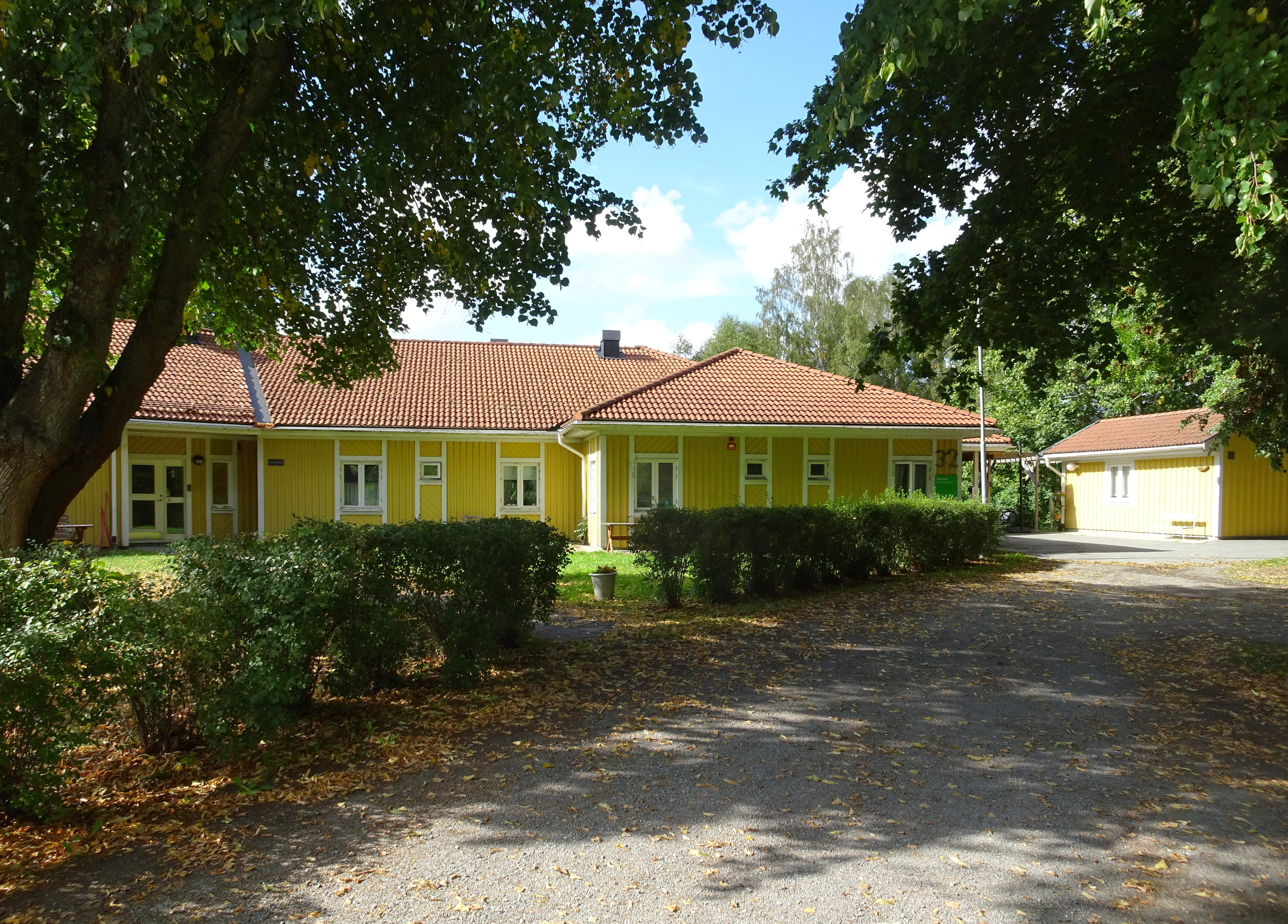
Skrubbas gamla institutionsbyggnader.
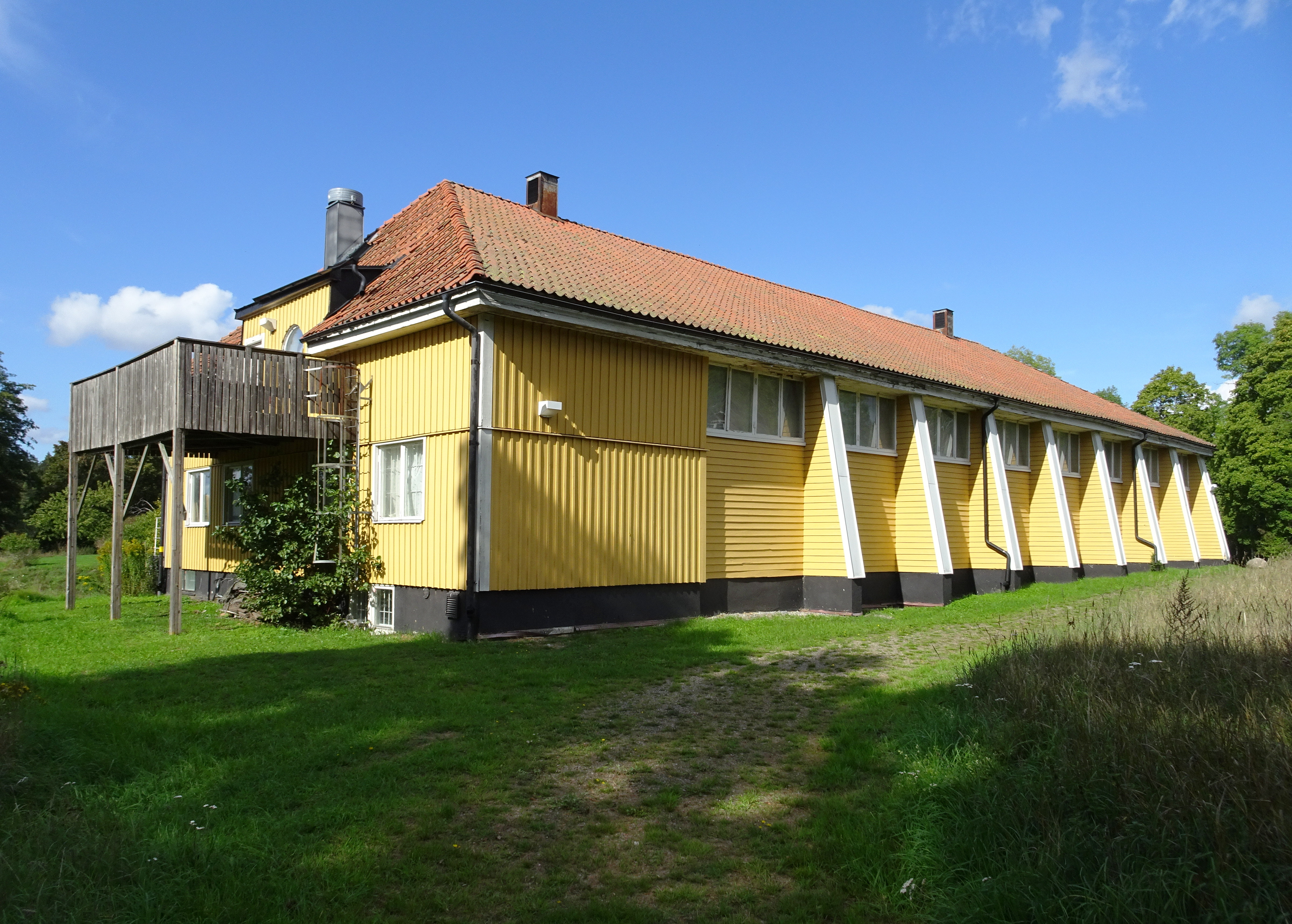
Skrubbahallen.
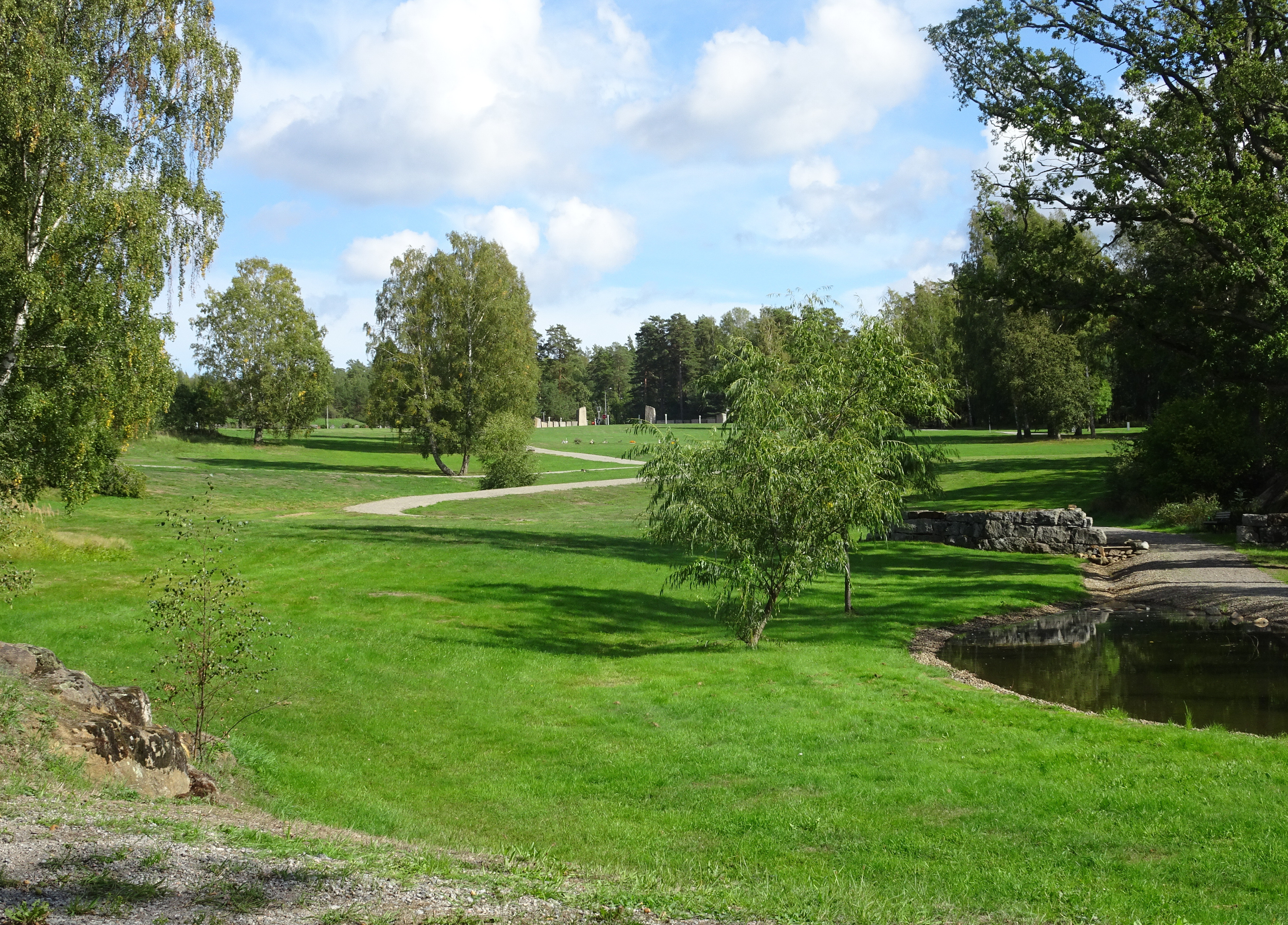
Strandkyrkogårdens park.
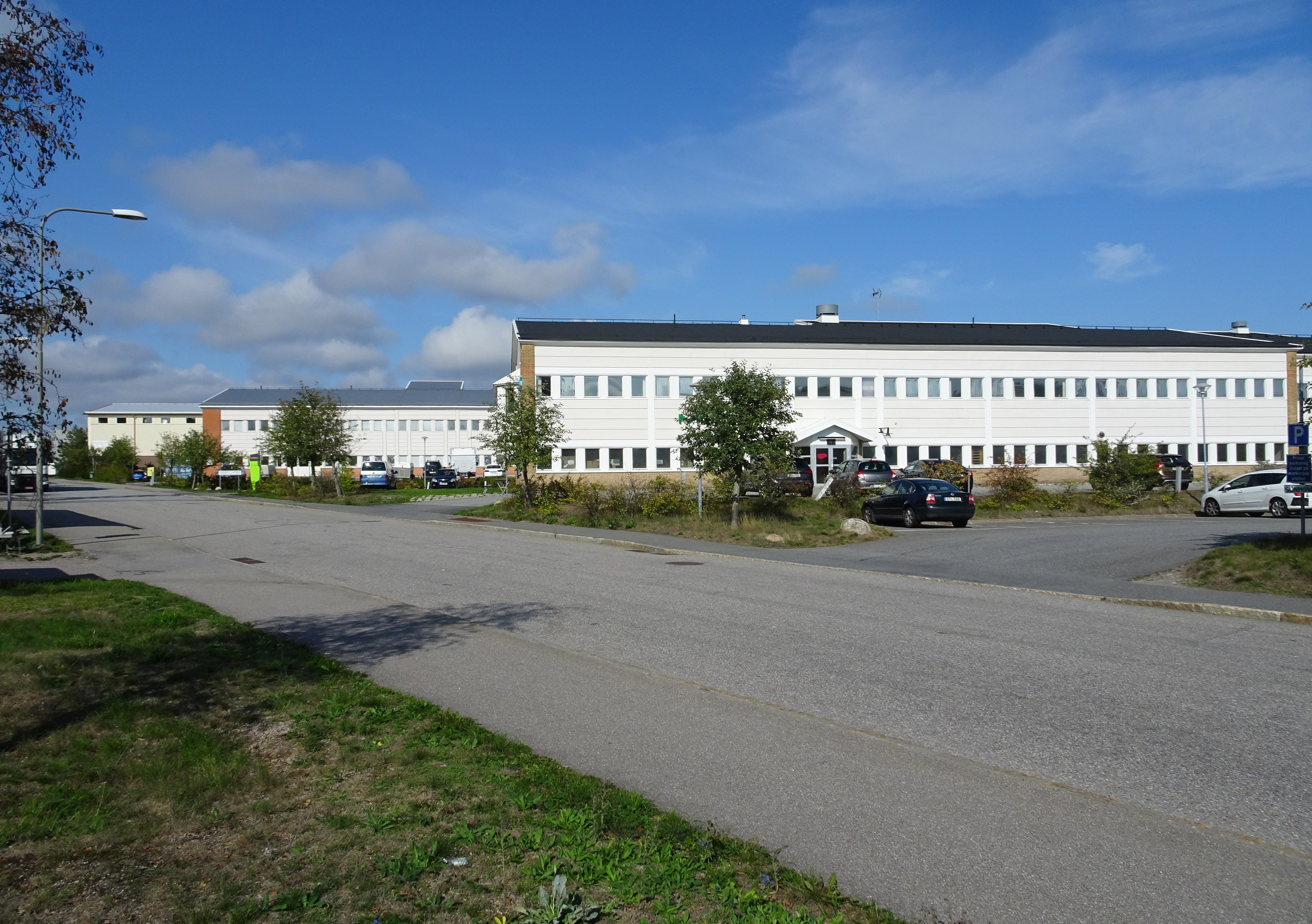
Skrubbatriangeln.